# 1941 en football canadien
Chronologie
Saison précédente Saison suivante
1941 est la 57e saison depuis la fondation de la Canadian Rugby Football Union en 1884.

## Événements
Les Tigers de Hamilton se retirent de l'IRFU car ils ne disposent pas d'un nombre suffisant de joueurs à cause de la guerre. Les trois autres équipes, Ottawa, Toronto et Montréal, continuent à jouer en formant une nouvelle ligue, la Eastern Rugby Football Union, qui n'existera qu'une saison. Un quatrième club se joint à la nouvelle ligue, le Balmy Beach de Toronto, qui faisait jusqu'alors partie de l'Ontario Rugby Football Union. L'IRFU se met en veilleuse car ses règlements ne prévoient pas l'admission d'un nouveau club sans passer par une assemblée générale, et aussi pour préserver la franchise de Hamilton si celle-ci veut revenir à la fin de la guerre.
Le Montreal Football Club s'appelle maintenant les Bulldogs. 
Ayant perdu l'équipe de Sarnia à cause de la guerre en plus du Balmy Beach de Toronto, l'Ontario Rugby Football Union est en difficulté mais réussit à former deux autres équipes, les Indians de Toronto et les Panthers de Kitchener. Les Alerts de Hamilton deviennent les Wildcats.
Dans l'Ouest, les Bronks de Calgary ferment leurs portes, mais les Grizzlies de Vancouver se joignent à la WIFU.
Après le match de la coupe Grey, les Argonauts de Toronto annoncent qu'ils suspendent leurs activités, ce qui augure la mise en veilleuse du football senior au Canada pour le reste de la guerre.

## Classements
| Clt   | Équipe                   | PJ | V | D | N | BP | BC  | Pts |
| ----- | ------------------------ | -- | - | - | - | -- | --- | --- |
| +001, | Blue Bombers de Winnipeg | 8  | 6 | 2 | 0 | 77 | 18  | 12  |
| +002, | Roughriders de Regina    | 8  | 5 | 3 | 0 | 63 | 28  | 10  |
| +003, | Grizzlies de Vancouver   | 8  | 1 | 7 | 0 | 15 | 109 | 2   |

| Clt   | Équipe                 | PJ | V | D | N | BP | BC | Pts |
| ----- | ---------------------- | -- | - | - | - | -- | -- | --- |
| +001, | Rough Riders d'Ottawa  | 6  | 5 | 1 | 0 | 72 | 21 | 10  |
| +002, | Argonauts de Toronto   | 6  | 5 | 1 | 0 | 66 | 42 | 10  |
| +003, | Balmy Beach de Toronto | 6  | 2 | 4 | 0 | 27 | 34 | 4   |
| +004, | Bulldogs de Montréal   | 6  | 0 | 6 | 0 | 12 | 80 | 0   |

### Ligues provinciales
| Clt   | Équipe                | PJ | V | D | N | BP | BC  | Pts |
| ----- | --------------------- | -- | - | - | - | -- | --- | --- |
| +001, | Wildcats de Hamilton  | 6  | 5 | 0 | 1 | 92 | 28  | 11  |
| +002, | Indians de Toronto    | 6  | 2 | 2 | 2 | 64 | 55  | 6   |
| +002, | Panthers de Kitchener | 6  | 0 | 5 | 1 | 15 | 115 | 1   |

## Séries éliminatoires

### Finale WIFU
- 8 novembre : Winnipeg 6 - Regina 8
- 11 novembre : Regina 12 - Winnipeg 18
- 15 novembre : Regina 2 - Winnipeg 8

Les Blue Bombers de Winnipeg gagnent la série deux matchs à un et passent au match de la coupe Grey.

### Demi-finales de l'Est
- 8 novembre : Toronto 16 - Ottawa 8
- 15 novembre : Ottawa 10 - Toronto 1

Les Rough Riders d'Ottawa gagnent la série 18-17

### Finale de l'Est
- 22 novembre : Wildcats de Hamilton 2 - Ottawa 7

Les Rough Riders d'Ottawa passent au match de la coupe Grey.

### 29eCoupe Grey
- 29 novembre : Les Blue Bombers de Winnipeg gagnent 18-16 contre les Rough Riders d'Ottawa au Varsity Stadium à Toronto (Ontario).

## Honneurs individuels
- Trophée Jeff-Russel (courage, habileté, jeu propre et esprit sportif dans l'IRFU) : Tony Golab (DO), Rough Riders d'Ottawa